# 六郷神社
六郷神社（ろくごうじんじゃ）は、東京都大田区東六郷にある神社である。六郷一円の総鎮守として伝えられる。創建は古く、平安時代後期とされる。
旧社格は郷社。延喜式神名帳では「薭田神社 武蔵国荏原郡鎮座」となっていた。
祭神は八幡大神（誉田別尊）。八幡宮であるが、現在では八幡三神のうち神功皇后と比売大神の二柱は祀られておらず、誉田別尊のみを祭神とする。

## 歴史

### 創建
社伝によると天喜5年（1057年）、源頼義、源（八幡太郎）義家父子が、この地の大杉の梢高くに源氏の白旗をかかげて軍勢をつのり、石清水八幡宮に武運長久を祈願したところ軍の士気が大いに高まり、 前九年の役で勝利したため、凱旋後に石清水八幡宮の分霊を勧請し八幡宮を創建したとされる。江戸時代には「六郷八幡宮」と称していた。

### 概史
文治5年（1189年）、源頼朝もまた、源義経および奥州藤原氏の征討（奥州合戦）に際し祖先の吉例にならって白旗を立て、戦での勝利を祈願した。建久2年（1191年）に梶原景時に命じて社殿を造営。 現在、社宝となっている雌獅子頭（めじしがしら）と境内に残る浄水石はこのときに頼朝が奉献したもの、また神門前の太鼓橋は景時が寄進したものといわれている。
天正19年（1591年）、徳川家康は、神領として十八石を寄進する朱印状を発給した。
慶長5年（1600年）、家康は神社近傍を流れる六郷川に架橋（六郷大橋）を命じ、その竣工を祈って願文を奉り、またこの神社の神輿によって渡初式を行ったと伝えられている。このように徳川家との縁が深いため、神紋として八幡宮の巴紋と三つ葉葵紋を用いている。
時期については定かではないが、六郷神社では元来、他の八幡社と同様に八幡三神（誉田別尊、神功皇后、比売大神）を祀っていた。 しかし、あるときの曳船祭で、一座の神輿が東京湾の対岸である上総国に流されてしまい、もう一座の神輿はたいへんな荒神で、しばしば祟りを受けたので土中に埋めてしまったと江戸時代の書に書かれている（享保4年（1719年）造営の本殿は三神を祀る建築様式になっていることから、上記の故事が起きたのはそれ以後ではないかとされている）。
江戸時代には、東海道を隔てた西側の宝珠院が別当寺であったが、明治維新により廃された。
明治5年（1872年）、東京府郷社となる。明治9年（1876年）に六郷神社と改称した。
昭和62年（1987年）、鎮座九百三十年祭執行。

## 境内

社殿

神橋

- 社殿

昭和62年（1987年）の鎮座九百三十年を期に建て替えられたが、享保4年（1719年）の造営の本殿は改修された。
古くから本殿正面に掲げられた扁額の「八幡宮」の文字は、源忠持筆と記されている（年代不詳）。
- 神門

神橋を前にした切妻造。左右に透塀を連ねて玉垣をめぐらしている。
- 神橋

梶原景時の寄進と伝えられる石造の太鼓橋が残っている。
- 社務所

平成7年（1995年）の造営。
- 白旗の杉

拝殿のすぐ東側にあった白旗の杉は、樹齢1000年といわれ、御神木として崇められていたが、大正11年（1922年）に借しくも枯れ、現在は根株のみが残る。
- 手水舎

切妻造。表参道の東側にある。

## 境内社

境内社

- 稲荷神社
- 氷川神社
- 天祖神社
- 三柱神社

## 祭事

神楽殿

### 例大祭
例祭
毎年6月3日に行われ、6月の第1金曜日の神社神輿遷御祭では、六郷14町会約40基の神輿が次々と神社に担ぎ込まれ、みたま入れが行われる。
翌土曜日には、数百年の伝統を持つ獅子舞の奉納が神楽殿で行われ、神獅子巡行、六郷ばやしの奉納がある。翌日曜日、御神幸祭で神輿に乗せたご神体が六郷14町会を巡行しクライマックスを迎える。
宮神輿
古来より六郷神社の神輿ぶりは勇壮をもって知られており、一之神輿は、昭和7年（1932年）に新調したもので、台幅1.21m、高さ1.96m、重量450kg（担ぎ棒を含まず）。二之神輿は、文久3年（1863年）の古い神輿を、昭和55年（1980年）に氏子青年会が修復したものである。

### 流鏑馬
七草こども流鏑馬祭
毎年1月7日にこどもの開運・健康・出世を祈り、裃姿のこどもによって執り行われる。古くは弓射りとも称し、源頼朝の奉納に始まるという伝承がある。

社前に設けられた射場は、18本の青竹を矢来に組んでヨシズを張り、その上に八方白眼（はっぽうにらみ）という特有の的（それぞれ異なる8つの眉と目を縦2列に描いた和紙を、大きな蛇の目の中央に張ったもの）である。弓は椿の木に麻の弦を張ったもの、矢は長さ1m程の篠竹に西之内の矢羽を付けたものを用いる。
射士は氏子の12歳以下の男児に限られ、射る順番は抽選によって決められる。1番手と2番手が、矢を交差させ、3本の大きな御幣が立っている的の上を越すように射り（山越し）、山越しがすむと、3番手と4番手が『一の目玉』を、5番手と6番手が『二の目玉』という具合に射り進む。

流鏑馬といっても馬には乗らず、多摩川流域に多くみられた「歩射」（御備射）の伝統を守っていたが、平成10年（1998年）からは八方白眼の幕の前に置いた木馬にまたがり、正方形の杉板の的に鏑矢を射るという、新しい様式が取り入れられている。

### 過去に行われていた祭事
曳船祭
六郷神社の曳船祭は、江戸時代から六郷川（多摩川河口域）で勇壮華麗にくりひろげられ、関東三大船祭りの一つといわれた。かつて羽田と対岸の大師河原が六郷神社の氏子であったため、宮神輿を御座船に乗せ、四艘の足船が長さ150尺（約45m）の大綱で曳き、その後から各町会の迎え船と送り船がのぼり旗を風になびかせ、囃子の音と無数の観覧船とともに川を下っていった。

## 文化財
狛犬
大田区指定有形文化財（金石文）。昭和55年3月19日指定。
神楽殿の前庭に置かれている狛犬は、貞享2年（1685年）に六郷中町の有志が願主となり、二世安楽を祈って奉納したもので、大田区内最古の狛犬である。石工は三右衛門。元は社殿前にあった。左側の呵形は耳を付け、高さ約45cm、胴長約50cm。右側の吽形は角を3つ付け、高さ約45cm、胴長約52cm。
六郷神社獅子舞
大田区指定無形民俗文化財。平成19年指定。
六郷神社の流鏑馬
東京都指定無形民俗文化財（民俗芸能）。昭和38年指定。

### その他
- 社宝四神 - 六郷八幡宮の四神については、天保3年（1831年）の『東都歳事記』（斎藤月岑著）にも記述がある。